# 李秀亨
李秀亨（1435年—1528年）。字英甫，号桃村，拱北軒，韩国李氏朝鲜的文臣，诗人。1455年世祖爲端宗的废位愤慨，官职仕退和70年间隐居年。

## 生平
他的17岁时荫叙制的任官和宣敎郞典牲暑令，朝奉大夫平时署令歷。
1455年世祖的反正於端宗逐出后卽位，他的端宗废位的愤慨官职仕退和落鄉慶尙北道永川桃村。端宗的流配波宁越淸泠浦，他之餘元昊，赵旅等會端宗的問安人事屢次訪問, 越淸水周面邀仙亭的會合論国事和端宗的安危論。
在以后登山原州雉岳山，以巨岩的山顶观烂元昊，赵旅餘自名刻随着后官职回不出仕是别和下山離盟。
世祖的下赐食物及田畓和官爵出仕劝告他的信念不事二君因拒绝。1455年端宗的死刑后完成3年丧去，脫丧和入山宙建三面与壁北向有一門的住宅与门建立一个平生做隐居，在北方的端宗的陵寝莊陵方向。70年间端宗和追慕是世上不出，1528年死亡。年94。

## 外部連結
- 李秀亨 （页面存档备份，存于） 
- 李秀亨 （页面存档备份，存于） 